# Janine Beckie
Janine Beckie, née le 20 août 1994 à Littleton (États-Unis), est une joueuse internationale canadienne de soccer. Pouvant évoluer au poste d'attaquante ou de milieu offensif, elle joue actuellement avec les Thorns de Portland. Désirant suivre la trace de son frère et de ses sœurs, elle a débuté le soccer vers l'âge de quatre ans.

## Biographie

### En équipe nationale
Avec les moins de 20 ans, Janine Beckie participe à la Coupe du monde des moins de 20 ans 2014 organisée dans son pays natal. Lors du mondial junior, elle joue quatre matchs, inscrivant deux buts : le premier, contre la Finlande (victoire 3-2), et le second contre la Corée du Nord (victoire 0-1). Le Canada atteint les quarts de finale de la compétition, en étant battue par l'Allemagne.
Janine Beckie fait ensuite partie de la sélection canadienne qui participe aux Jeux olympiques d'été de 2016 organisés au Brésil. Lors du tournoi olympique, elle joue deux matchs : contre l'Australie, et l'Allemagne.

## Palmarès

### En équipe nationale
Équipe du Canada :
- Médaille d'or aux Jeux olympiques de Tokyo 2020.